# Rejon łypowodołyński
Rejon łypowodołyński – jednostka administracyjna wchodząca w skład obwodu sumskiego Ukrainy.
Rejon utworzony w 1923, ma powierzchnię 900 km² i liczy około 22 tysięcy mieszkańców. Siedzibą władz rejonu jest Łypowa Dołyna.
Na terenie rejonu znajdują się 1 osiedlowa rada i 18 silskich rad, obejmujących w sumie 67 wsi i 1 osadę.